# Оронго
Тибетская антилопа, или Оро́нго, или Чи́ру (лат. Pantholops hodgsonii) — парнокопытное млекопитающее из семейства полорогих. Одно из самых малоизученных парнокопытных животных. Оронго является единственным представителем рода Pantholops. Очень близок к сайгаку, и иногда их объединяют в одно подсемейство, занимающее переходное положение от антилоп к козлам и баранам.

## Распространение
Обитает на высоте 4500—4700 м в высокогорных степях Тибетского плато на территории Китая (Тибетский автономный район, юго-западные окраины провинции Цинхай и крайний юг (Куньлунь) Синьцзян-Уйгурского автономного округа), а также в Индии в области Ладакх (так называемый «Малый Тибет») и регионе Аксайчин.

## Описание

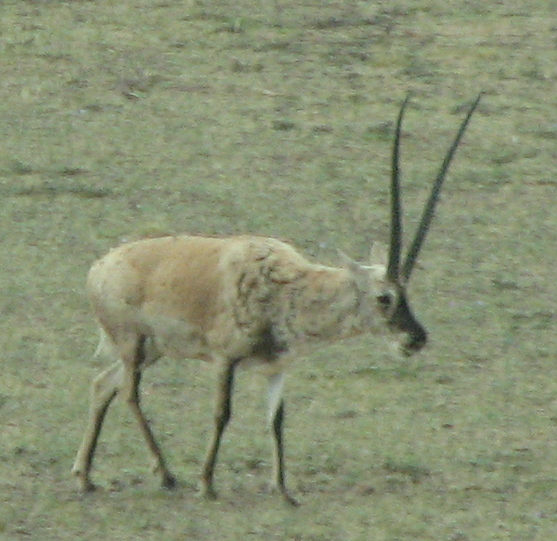

Длина тела взрослого оронго 120—130 см, высота 90—100 см, масса от 25 до 35 кг.
Цвет шерсти изменяется от серого до красно-коричневого цвета и белого снизу. Самцы имеют длинные, изогнутые назад рога, которые составляют около 50 см в длину.
Оронго пасутся по утрам и вечерам, а днём и ночью скрываются от холодных высокогорных ветров в ямках, которые выкапывают передними копытами. В этих же ямках они рождают детёнышей.

## Размножение
Период гона наступает в ноябре-декабре. В этот период самцы собирают гаремы из 10—15 самок. Между самцами нередко происходят ожесточённые драки. Оберегая свой гарем, самец стремится собрать самок в плотную группу. В период гона у самцов на морде около ноздрей взбухают кожные железы до размеров голубиного яйца. После гона самцы покидают гарем и бродят поодиночке. Беременность длится около 6 месяцев, самка приносит 1—2 детёнышей.

## Охрана
В дикой природе осталось менее 75 000 особей. Оронго занесен в Красную книгу Всемирного союза охраны природы. Вид страдает от браконьерства и вытесняется со своих мест обитания из-за расширения пастбищ домашнего скота. Этих антилоп добывают из-за ценной шерсти, которую называют шахтуш. Также в районе обитания оронго ведётся активная добыча золота.
В июле 2006 года китайское правительство ввело в эксплуатацию железную дорогу в Лхасу, которая проходит через ареал оронго. Во избежание вреда животному под железной дорогой были построены тридцать три специальных прохода для миграции животных. Тем не менее, существуют опасения, что в связи с постройкой дороги в местах размножения оронго появится много людей, в том числе браконьеров.